# Office fédéral des chemins de fer

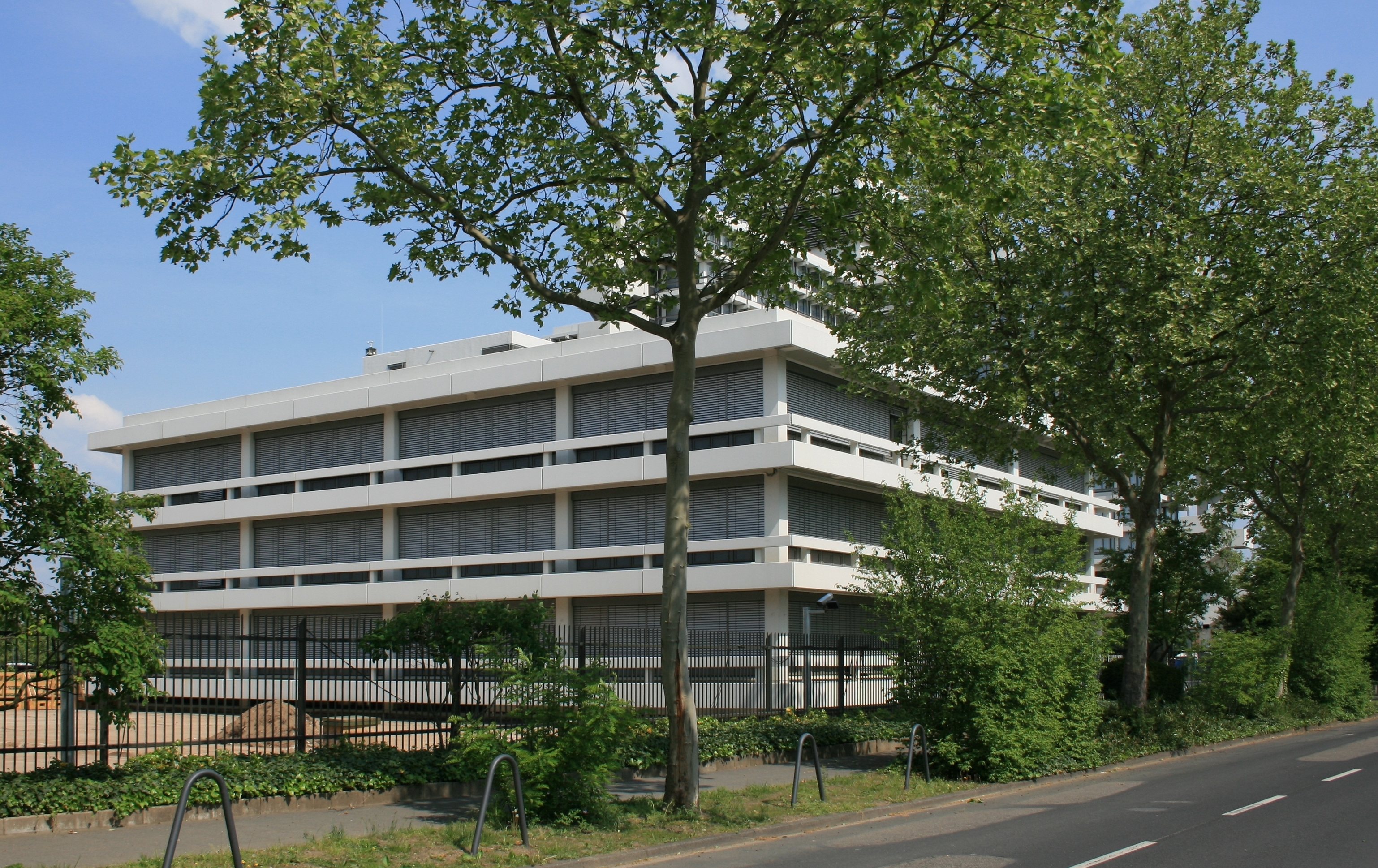
Central de EBA en Bonn

Pour les articles homonymes, voir EBA.
L'Eisenbahn-Bundesamt (abrégé en EBA, en français Office fédéral des chemins de fer) est un organisme allemand situé à Bonn, chargé de veiller à la sécurité ferroviaire sur le réseau ferré allemand.